# 空の港のありがとう
『空の港のありがとう』（そらのみなとのありがとう）は、地域活性化を目的とした吉本興業による「地域発信型映画プロジェクト」の一作。地元千葉県成田市出身のYuki Saitoが監督・脚本を務める。成田空港のグランドハンドリング（地上）勤務の女性を主人公に、同空港で働く人々の実話を集めて作られた短編映画である。主演清水美砂。

## 制作・公開
映画『君が落とした青空』の監督やテレビ朝日系列連続ドラマ『おっさんずラブ』の演出などを手がけてきた、成田市出身のYuki Saitoが監督・脚本を担当する。撮影は、2023年10月28日から30日に行われた。ロケ地は、成田空港内及び成田市内（主に成田山表参道）。
2024年5月17日　成田HUMAXシネマズにて先行公開。

2024年5月31日　ヒューマントラストシネマ渋谷、
京成ローザ10にて　ロードショー。

## 映画祭
- 2024年2月23日　第1回きみの海南映画祭 上映作品[8]
- 2024年4月21日　島ぜんぶでおーきな祭「第16回沖縄国際映画祭」特別上映作品[9]

## 受賞
ショートショート フィルムフェスティバル & アジア 2024の「BRANDED SHORTS」 観光映像大賞観光庁長官賞を受賞。

## あらすじ
高岡綾子は、成田空港のグランドハンドリングスタッフである。強烈な台風の影響を受けターミナルで滞留する訪日外国人の対応に、綾子は 追われている。 綾子はそんな状況下でも、様々な国の人たち、いろいろな状況の人たちの不満や要求に笑顔で対応する。 徹夜３日目の朝に帰宅した綾子だったが、夫の弘に、不平不満が思わず口をついて出てしまう。 綾子と弘のやりとりを聞いていた娘の美空は、綾子の言動に文句を言い、売り言葉に買い言葉で母娘けんかが始まってしまう。
ある日、弟の航空写真撮影に成田空港へ付き添うことになった美空は、言葉に困った外国人にひたむきな接客をしたり、別の外国人女性客から感謝を言われている綾子の姿を目の当たりにして、「日本の玄関」である成田空港で働く誇り、成田だからこそ拓ける未来に気づいていく。

## 登場人物
高岡 綾子（清水美砂）
主人公。訪日外国人が押し寄せるアフターコロナの成田空港で勤務する地上係員の50代女性。
高岡 美空（片岡凜）
弘と綾子の娘。
新型コロナウイルスの影響で海外留学をあきらめた。
高岡 弘（矢柴俊博）
綾子の夫。成田山参道で団子屋を営んでいる。
高岡 航（松野晃士）
綾子と弘の息子。美空の弟。飛行機が大好きな成田っ子。

## スタッフ
- 監督・脚本：Yuki Saito
- 音楽：堤裕介
- 撮影：Yohei Tateishi (JSC)
- 美術：小林蘭
- 録音：古山遥介
- 編集：木谷瑞
- プロデューサー：坂本直彦、齋藤遥香
- 制作プロデューサー：眞保利基
- 制作協力：Yenstar
- 制作・配給：吉本興業株式会社
- 製作：成田空港地域映画製作委員会（代表：下田真吾、CharlieFURUSHO、阿部克、石川英一、市原徹也、岩澤弘、甲斐考太郎、笠原健太、片山敏宏、河北雄樹、菊地貴、十河久惠、高村勇輝、宮下祥、村上かずこ）、吉本興業株式会社